# La vita che vorrei
La vita che vorrei è un film del 2004 diretto da Giuseppe Piccioni. Racconta la storia di due attori che si incontrano sul set di un film in costume ambientato nell'Ottocento. Nonostante l'attrazione reciproca i due, nella vita quotidiana, non riescono ad essere felici. Inaspettatamente è proprio il film in costume, i dialoghi scritti, l'artificio delle scene e dei costumi, a metterli nella condizione di capire qualcosa di sé e dell'altro. Il contesto "falso" in cui si trovano ad agire, li rende sorprendentemente più "veri".

## Riconoscimenti
- 2005 - David di Donatello
  - Nomination Migliore attrice protagonista a Sandra Ceccarelli
  - Nomination Migliore attrice non protagonista a Galatea Ranzi
  - Nomination Migliore fotografia a Arnaldo Catinari
  - Nomination Migliore scenografia a Marco Dentici
  - Nomination Migliori costumi a Maria Rita Barbera
- 2005 - Nastro d'argento
  - Migliore sonoro in presa diretta a Alessandro Zanon
  - Nomination Migliore scenografia a Marco Dentici
  - Nomination Migliori costumi a Maria Rita Barbera
- 2004 - Montreal World Film Festival
  - Nomination Grand Prix des Amériques
- 2005 - Festival cinematografico internazionale di Mosca
  - Nomination Gran Premio a Giuseppe Piccioni
- 2005 - European Film Awards
  - Nomination Miglior attrice a Sandra Ceccarelli
- 2006 - Festival du Cinema Italien de Bastia
  - Miglior attrice a Sandra Ceccarelli